# ترتة النضم
تُرتة النَّضَم (بالألمانية: Buchweizentorte)‏ هي حلوى من اختصاص منطقة لُونَبُرج في ولاية سكسونية السفلى في شمال ألمانيا.
تتكون تُرتة النضم من طبقات من كعكة مخبوزة من دقيق النضم والعسل مفصولة بطبقة من الفاكهة باستخدام الزبادي وثمار العنبية وتعلوها قشدة مخفوقة ونشارة الشكلاطة.ت